# Dmitri Jewgenjewitsch Schtscherbakow

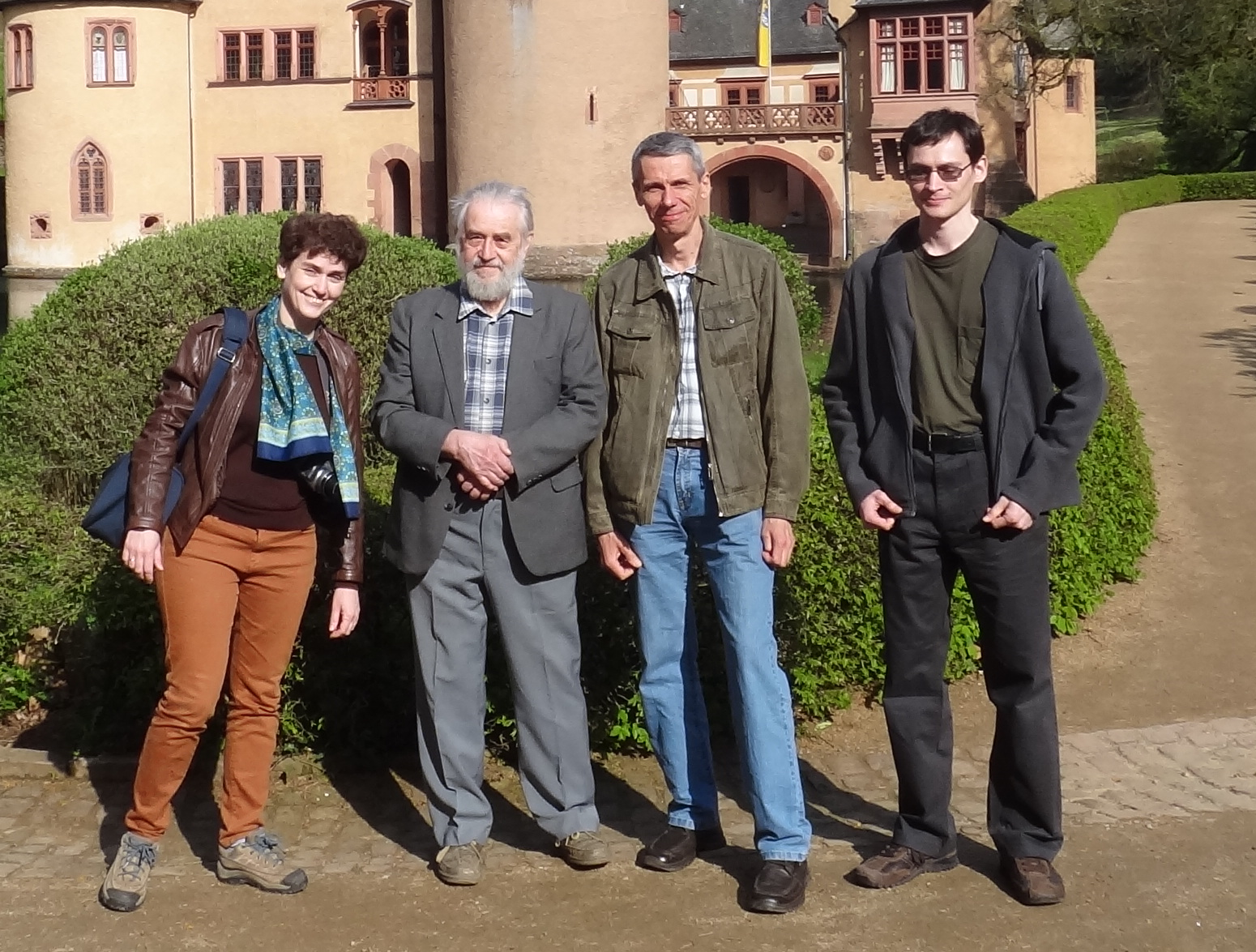
Elena D. Lukashevich, Alexandr G. Ponomarenko, Dmitry E. Shcherbakov und Alexey S. Bashkuev vor Schloss Mespelbrunn im April 2013

Dmitri Jewgenjewitsch Schtscherbakow, russisch Дмитрий Евгеньевич Щербаков, englische Transkription Dmitry Shcherbakov, (* 23. Mai 1957 in Swerdlowsk) ist ein russischer Paläontologe, der sich speziell mit Insekten-Fossilien und -Evolution befasst.
Schtscherbakow studierte Zoologie und speziell Entomologie an der Lomonossow-Universität mit dem Abschluss 1979 und war dann am Paläontologischen Institut der Sowjetischen Akademie der Wissenschaften, an dem er 1983 über die Paläontologie der Schnabelkerfen (Hemiptera) promoviert wurde. Seitdem forscht er am Labor für Arthropoden des Paläontologischen Instituts.
Er leitete zahlreiche Expeditionen und war leitender Wissenschaftler bei mehreren russischen Forschungsprojekten, so zur Evolution und Paläogeographie von Insekten, dem Massenaussterben am Ende des Perms sowie Insektenfaunen und Insekten-Ökosysteme vom Karbon bis zur Trias. Neben Schnabelkerfen befasste er sich besonders mit Zweiflüglern (Diptera) und Ohrwürmern (Dermaptera).

## Schriften
- mit anderen: Studies on Hemipteran Phylogeny. Entomological Society of America: Say Publications, 1996
  - darin von Shcherbakov: Origin and evolution of the Auchenorrhyncha as shown by the fossil record. S. 31–45, mit Y. A. Popov: Origin and evolution of the Coleorrhyncha as shown by the fossil record. S. 9–30
- Madygen, Triassic Lagerstätte number one, before and after Sharov. Alavesia, Band 2, 2008, S. 113–124
- On Permian and Triassic insect faunas in relation to biogeography and the Permian-Triassic crisis. Paleontological Journal 42, 2008, 15–31
- mit E. D. Lukashevich, V. A. Blagoderov: Triassic Diptera and initial radiation of the order. International Journal of Dipterological Research, Band 6, 1995, 75–115
- mit Y. A. Popov: Superorder Cimicidea Laicharting, 1781. Order Hemiptera Linne, 1758. The bugs, cicadas, plantlice, scale insects, etc. In: History of Insects, Kluwer 2002, 143–157
- Permian faunas of Homoptera (Hemiptera) in relation to phytogeography and the Permo-Triassic crisis. Palaeontological Journal, 34, 2000, Suppl. 3, S 251-S 267
- The earliest leafhoppers (Hemiptera: Karajassidae n. fam.) from the Jurassic of Karatau. Neues Jahrbuch für Geologie und Paläontologie Monatshefte, 1992, 39–51
- The earliest find of Tropiduchidae (Homoptera: Auchenorrhyncha), representing a new tribe, from the Eocene of Green River, USA, with notes on the fossil record of higher Fulgoroidea. Russian Entomological Journal, 15, 2006, 315–322
- Diagnostics of the families of the Auchenorrhyncha (Homoptera) on the basis of the wings. 2 Teile, Entomological Review, Band 60, 1982, S. 64–81, Band 61, 1983, S. 70–78
- The earliest true bugs and aphids from the Middle Triassic of France (Hemiptera). Russian Entomological Journal 19, 2010, 179–182
- An extraordinary new family of Cretaceous planthoppers (Homoptera: Fulgoroidea). Russian Entomological Journal 16, 2007, 138–154
- New cicadas (Cicadina) from the later Mesozoic of Transbaikalia. Palaeontological Journal, 22, 1988, 52–63
- The 270 million year history of Auchenorrhyncha (Homoptera). In: Denisia. Band 4 (= Kataloge des OÖ. Landesmuseums. Neue Folge Nr. 176). Linz 2006, S. 29–36 (zobodat.at [PDF]).